# Edeltraud Schubert (Turnerin)
Edeltraud „Traudl“ Schubert (* 25. September 1957 in Penzberg) ist eine ehemalige deutsche Turnerin.

## Biografie
Edeltraud Schubert nahm an den Olympischen Sommerspielen 1976 in Montreal teil. Sie konnte sich jedoch für keines der Gerätefinals qualifizieren. Im Einzelmehrkampf belegte sie den 55. Platz und im Mannschaftsmehrkampf wurde sie mit dem westdeutschen Team Siebte.